# Vespa simillima
Espèce
Le Frelon jaune japonais, (Vespa simillima) est une espèce de frelons de la famille des Vespidae.

## Description
Un ouvrier de cette espèce mesure entre 17 et 23 mm.

## Répartition
Ce frelon est présent dans l’est de l’Asie : en Chine  (Liaoning), Russie (kraï du Primorie et oblast de Sakhaline), Corée et Japon. Il a été introduit au Canada.

## Illustrations

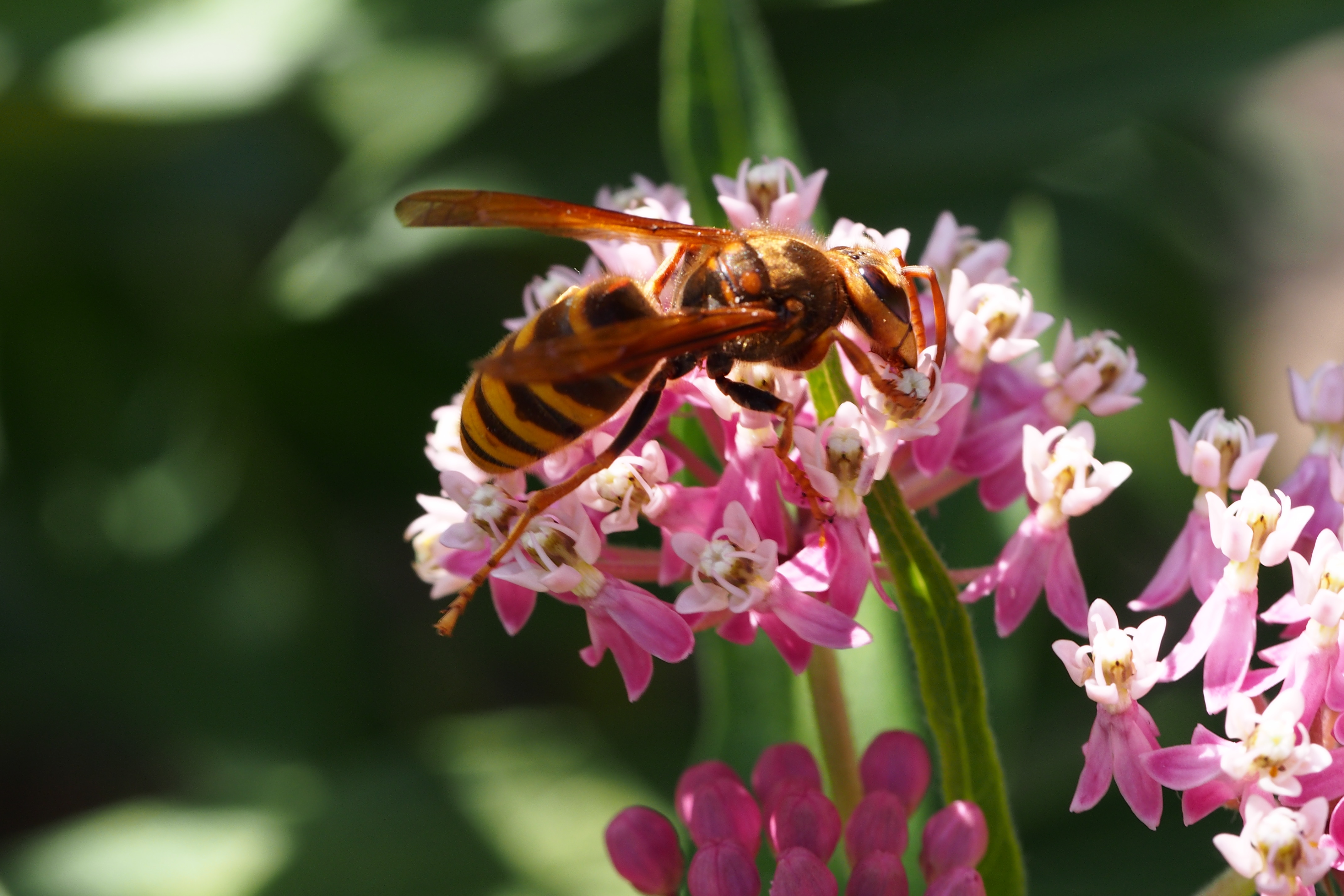
Vespa simillima simillima
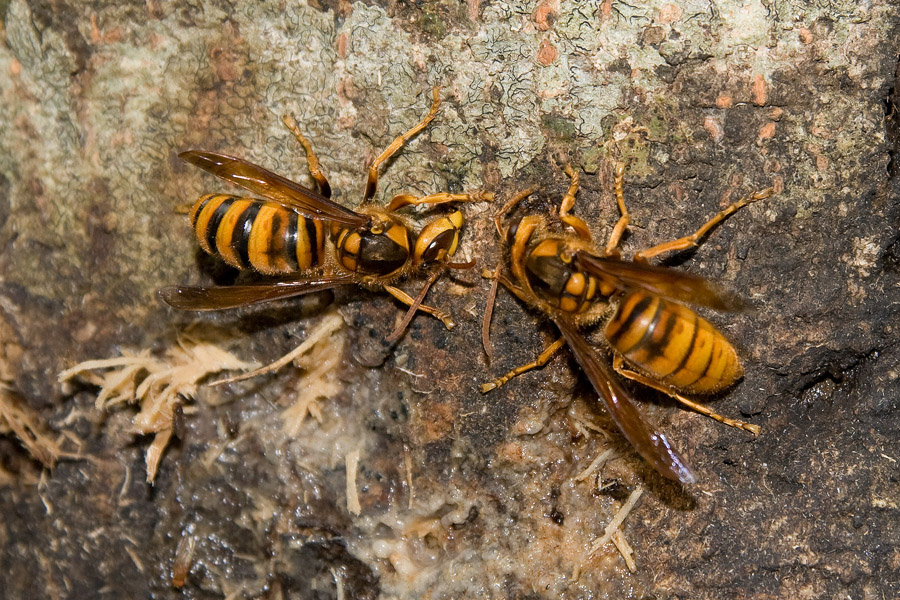
V. s. xanthoptera